# 미란다 코스그로브
미란다 코스그로브(Miranda Cosgrove, 1993년 5월 14일 ~ )는 미국의 배우, 가수, 프로듀서이다. 그는 《드레이크와 조쉬》의 메건 파커 역, 《스쿨 오브 락》의 서머 하다웨이 역, 《아이칼리》의 칼리 셰이 역으로 유명해졌다.

## 음반 목록
- Sparks Fly (2010)

## 작품 목록
- 아이칼리
- 스쿨 오브 락 (2003)
- 드레이크와 조쉬